# Embrace (banda inglesa)
Embrace procede de la zona de Brighouse, al norte de Inglaterra; hasta la fecha han lanzado 5 álbumes, un recopilatorio de sus sencillos y otro de caras-B. Sus miembros son los hermanos McNamara, Danny y Richard, el baterista Mike Heaton, el bajista Steve Firth, y el tecladista Mickey Dale.
Tras hacer varios lanzamientos de EP, su álbum debut The Good Will Out llegó al n.º 1 en las listas británicas el 14 de junio de 1998. A pesar del éxito comercial inicial, las ventas de sus siguientes trabajos, Drawn from Memory (que fue aclamado por la crítica) y If You've Never Been eran bajas en comparación con el primero y la banda fue despedida de Hut Records en 2002, por una confusión de Virgin Records (Hut's parent company) y fueron contratados por EMI. 
Fueron contratados por el sello Independiente Records y produjeron un gran álbum de regreso, Out of Nothing, que llegó al n.º 1 en Reino Unido en 2004. El sencillo de retorno que precedió al álbum fue Gravity, que había sido compuesto por Chris Martin de Coldplay quien consideró el tema más afín al estilo de Embrace que al de su banda. Danny McNamara y Chris Martin habían sido grandes amigos antes de Coldplay y estos apoyaron la vuelta de Embrace en 2000. El sencillo fue un éxito instantáneo, llegando al número 7. Coldplay ha regrabado "Gravity" y esta versión apareció en el DVD de su sencillo "Talk".
El comienzo de febrero de 2006 vio el anuncio de nuevo trabajo de la banda, This New Day el 27 de marzo. El sencillo Nature's Law fue lanzado una semana antes. El álbum ha supuesto un buen comienzo para la banda, teniendo lugar un nuevo proceso de composición, haciendo partícipe a toda la banda de ella, y no como la etapa anterior en que esta era tema privado de los McNamara. En efecto, Danny McNamara comentó que "Como niños que crecieron escuchando a Joy Division, Echo & the Bunnymen y U2, bandas que siempre han usado esta técnica, pero es algo que nunca habían probado antes. Ha sido una experiencia verdaderamente inspirante y hace sentirnos como principiantes. Esta nueva técnica hace a la banda más productiva, grabando 24 canciones en 9 días". 
Aunque son relativamente poco conocidos fuera de las islas británicas, su sencillo Ashes es uno de los incluidos en el "EA Trax" del videojuego de EA Sports FIFA Football 2006, proyectándoles hacia otros lugares y al futuro. También está siendo usado en el programa resumen de fútbol de la BBC 'Match of the Day' para el tema del "Gol del Mes". Gravity fue usado como banda sonora para la serie de la ITV Mike Bassett: Manager en 2005. 
Su sencillo de vuelta Nature's Law entró en las listas en el puesto segundo, dándoles con ello su mayor éxito hasta ahora. This New Day fue directo al puesto primero de las listas británicas y se convirtió en su tercer número uno en álbumes en Reino Unido.
Durante 2010, la banda ha comenzado un nuevo proceso creativo, cambiando su sitio web y colocando cámaras para verlos en vivo trabajando en estudio. 

## Discografía

### Álbumes de estudio
1. The Good Will Out (1998)
2. Drawn from Memory (2000)
3. If You've Never Been (2001)
4. Out of Nothing (2004)
5. This New Day (2006)
6. Embrace (2014)
7. Love Is a Basic Need (2018)

### Recopilatorios
- Fireworks: The Singles 1997-2002 (2002)
- Dry Kids: B-Sides 1997-2005 (2005)

### Sencillos
- All You Good Good People 7" (1997)
- Fireworks EP (1997)
- One Big Family EP (1997)
- All You Good Good People (1997)
- Come Back to What You Know (1998)
- Abbey Road Sessions (1998)
- My Weakness Is None of Your Business (1998)
- Hooligan (1999)
- You're Not Alone (2000)
- Save Me (2000)
- I Wouldn't Wanna Happen to You (2000)
- Wonder (2001)
- Make It Last (2001)
- Gravity (2004)
- Ashes (2004)
- Looking as You Are (2005)
- A Glorious Day (2005)
- Nature's Law (2006)
- World at Your Feet (2006)
- Target (2006)
- I Can't Come Down (2006)

### DVD
- Fireworks: The Singles 1997-2002
- SG #14 Live In Majorca
- Embrace - A Glorious Day Live in Leeds (2005)